# Люккя
Люккя (ест. Lükkä) — село в Естонії, входить до складу волості Риуге, повіту Вирумаа.